# منيابولس سانت بول
منيابولس سانت بول (بالإنجليزية: Minneapolis–Saint Paul)‏ منطقة مدينة كبرى رئيسية تتمحور حول الأنهار المسيسبي ومينيسوتا وسانت كروا. المنطقة معروفة باسم «المدينتان التوأم» نسبة لأكبر مدينتين فيها: منيابولس الأكثر سكاناً في مينيسوتا، وسانت بول عاصمة الولاية. وهي مثال للمدن التوأم بمعنى القرب الجغرافي. وغالبا ما يشير المينيسوتيون إلى اثنين معا (أو منطقة السبع مقاطعات ككل) باسم المدن.
هناك عدة تعاريف مختلفة للمنطقة. يقصد العديدون بعبارة «المدينتان التوأم» منطقة السبع مقاطعات التي تخضع لإدارة مجلس المنطقة الكبرى عبر وكالة حكومية إقليمية ومنظمة التخطيط. عين مكتب الإدارة والميزانية الأمريكي رسمياً 16 مقاطعة باسم منطقة منيابولس-سانت بول-بلومنتن الكبرى الإحصائية، وهي السادسة عشرة ضمن أكبر المناطق الإحصائية في الولايات المتحدة. المنطقة بأكملها تعرف باسم منطقة منيابولس-سانت بول-بلومنتن الإحصائية المجتمعة، وهي الرابع عشرة ضمن أكبر المناطق الإحصائية المجتمعة في البلاد، بعدد قاطنيها البالغ 3,866,768 ساكن، وفقاً لتعداد تقديري سنة 2015.
وعلى الرغم من لقب التوأم، لكل المدينة بلديتها مستقلة ذات حدود الإدارية المحددة وتختلفان تماماً عن بعضهما البعض. منيابولس هي الأصغر سناً إلى حد ما مع ناطحات سحاب حديثة، في حين أن سانت بولس تشبه المدن الأوروبية بأحياء الجميلة ومجموعة واسعة من عمارة أواخر العصر الفيكتوري والمحفوظة جيداً.
تأثرت منيابولس بمورثها الاسكندنافي واللوثري المبكر، وتستضيف أكبر عدد من الجالية الصومالية في أمريكا الشمالية. سانت بولس متأثرة بأوائل جذورها الكاثوليكية الفرنسية والايرلندية والألمانية، وتستضيف حالياً جالية مزدهرة من الهمونغ.

## التاريخ
كانت أول مستوطنة أوروبية في المنطقة بالقرب مما يُعرف الآن باسم بلدة ستيلووتر، مينيسوتا. تقع المدينة على بعد 20 كم تقريبًا من وسط مدينة سانت بول وتقع على الضفة الغربية من سانت. نهر كروا، والذي يشكل حدود مينيسوتا الوسط وويسكونسن. هناك مستوطنة أخرى بدأت في تأجيج الاهتمام المبكر بالمنطقة وهي البؤرة الاستيطانية في حصن سنيلنغ والتي تم تشييدها من 1820 إلى 1825 عند التقاء من نهر مينيسوتا ونهر المسيسيبي.احتفظ حصن سنيلنغ بالولاية القضائية على الأرض الواقعة جنوب شلالات القديس أنتوني وبالتالي نمت بلدة تُعرف باسم سانت أنتوني شمال النهر. لعدة سنوات، كان المقيم الأوروبي الوحيد الذي يعيش على الضفة الجنوبية للنهر هو العقيد جون هـ. ستيفنز الذي كان يدير خدمة العبارة عبر النهر. بمجرد تقليص مساحة الأرض التي تسيطر عليها حصن سنيلنغ بدأ المستوطنون الجدد بالتدفق عبر قرية منيابولسالجديدة. نمت المدينة بسرعة، واندمجت منيابولس وسانت أنتوني في النهاية. على الجانب الشرقي من المسيسيبي، تطورت بعض القرى مثل عين الخنزير تُوسّد هبوط لامبرت وستنمو قريبًا لتصبح القديس بولس.
تُظهر المراكب على نهر المسيسيبي وقبة الكابيتول وأفق منيابولس في الخلفية البعيدة (يمين القديس بول). يوجد في أسفل اليمين منزل نموذجي من القرن التاسع عشر. مأخوذة من حديقة تلال إنديان (سانت بول، مينيسوتا). لعبت الجغرافيا الطبيعية دورًا في توطين وتطوير المدينتين. يتم تحديد وادي نهر المسيسيبي في هذه المنطقة من خلال سلسلة من الخدوش الحجرية التي تصطف على جانبي النهر. نشأ القديس بول حول لاندينج لامبرت وهو آخر مكان لتفريغ القوارب القادمة من أعلى النهر عند نقطة يسهل الوصول إليها على بعد حوالي سبعة أميال (11 كيلومترًا) في اتجاه مجرى النهر من شلالات سانت أنتوني وهي الميزة الجغرافية التي نظرًا لقيمة قوتها المائية الهائلة للصناعة حددت موقع منيابولس ومكانتها البارزة كمدينة ميل. يمكن رؤية الشلالات اليوم من متحف ميل سيتي والتي كانت من بين أكبر المصانع في العالم في ذلك الوقت.
تقع أقدم المزارع في الولاية في مقاطعة واشنطن أقصى شرق مقاطعة على جانب مينيسوتا من منطقة العاصمة. كان جوزيف هاسكل أول مزارع في مينيسوتا حيث حصد المحاصيل الأولى في الولاية في عام 1840 على ما أصبح الآن جزءًا من بلدة أفتون على طريق تداول بريد تريل.
جلبت جراند هـيـلـ وهي رحلة إلى أعالي الغرب الأوسط برعاية روك آيلاند السكك الحديدية أكثر من ألف مسافر فضولي إلى المنطقة عن طريق السكك الحديدية وباخرة في 1854. في العام التالي في عام 1855 نشر هنري وادزورث لونجفيلو «أغنية هياواثا» قصيدة ملحمية مبنية على أساطير أوجيبوي من هياواثا. تم تضمين عدد من معالم المنطقة الطبيعية في القصة مثل بحيرة مينيتونكا وشلالات مينهاها.  سائحون مستوحاة من تغطية الرحلة الكبرى في الصحف الشرقية وأولئك الذين قرأوا قصة لونجفيلو توافدوا على المنطقة في العقود التالية.
في وقت من الأوقات، كان للمنطقة أيضًا العديد من خدمات السكك الحديدية للركاب، بما في ذلك أنظمة السكك الحديدية بين المدن والسكك الحديدية بين الولايات. نظرًا لاتساع النهر عند نقاط أبعد جنوبًا، كانت منطقة منيابولس - سانت بول لفترة وجيزة واحدة من الأماكن القليلة التي يمكن عبور نهر المسيسيبي بها سكة حديد. كما كان هناك قدر كبير من حركة السكك الحديدية التجارية عبر المنطقة، وغالبًا ما كانت تحمل الحبوب لتتم معالجتها في المطاحن في منيابولس أو تسليم البضائع الأخرى إلى سانت بول ليتم نقلها على طول نهر المسيسيبي. كان القديس بولس لفترة طويلة في رأس الملاحة على النهر قبل مرفق القفل والسد يتم إضافته فوق النهر في منيابولس.